# 岩原大起
岩原 大起（いわはら だいき、1995年 - ）は、読売テレビの社員で、元アナウンサー兼報道局記者。

## 略歴・人物
高知県南国市の出身。小学生の頃に高知さんさんテレビ（地元のフジテレビ系列局）の『SUNSUNスーパーニュース』（FNN全国ニュースパート）に出演していた「アナウンサーのおじさん」（当時フジテレビのアナウンサーだった須田哲夫）に憧れたことがきっかけで、アナウンサーを志すようになった。
高知県立高知追手前高等学校から日本大学法学部新聞学科を経て、2017年4月1日付で読売テレビに入社。同期入社のアナウンサーに中村秀香がいるが、自身はアナウンス部に籍を置きながら、報道局報道部の記者を兼務していた。
入社2年目の2018年4月からは、『かんさい情報ネットten.』（平日夕方の報道・情報番組）に出演していた。当初は「カラクリ」（金曜日のコーナー）を不定期で担当していたが、2020年8月から木・金曜日のサブキャスターに就任。「アナウンサーとして夕方の報道番組を担当する」という学生時代からの目標を、入社4年目で達成した。2021年3月からは月曜日も担当していたが、2024年3月をもって同番組を卒業している。
その一方で、2021年1月には、『ウェークアップ!ぷらす』（日本テレビ系列局の大半で同時ネットを実施している読売テレビ本社制作の生放送番組）で生中継のリポートを担当。2022年4月からは、『秘密のケンミンSHOW 極』（東京支社制作の全国ネット番組）に「データ担当アナウンサ－」としてレギュラーで出演していた。
2021年7月からは『あさパラS』（『ウェークアップ!ぷらす』の直後に編成されているハイヒール司会の生放送番組）のアシスタントを務めていたが、2024年6月の人事異動でアナウンス職を離れることに伴って、同月1日放送分で卒業。異動先は読売テレビ本社の制作局で、異動後は『大阪ほんわかテレビ』のディレクター業務に従事する。
趣味は写真撮影。サザンオールスターズのファンで、『かんさい情報ネットten.』サブキャスター在任中の2022年に結婚した。結婚相手は、前年（2021年）に同番組のロケ取材先へ向かうために乗車していたタクシーが後続車との衝突事故を起こした際に後続車を運転していた女性で、連絡先を知らせる目的で名刺を交換したことから交際に至ったという。

## アナウンサー時代の出演番組
- かんさい情報ネットten.（2018年4月 - 2024年3月29日）
  - 2018年4月 - 2020年7月31日：金曜日「カラクリ」リポーター〈不定期〉
  - 2020年8月6日 - 2021年3月5日：木・金曜日、サブキャスター（2020年11月30日から12月2日は黒木千晶の代役として出演）
  - 2021年3月8日 - 2024年3月29日：月・木・金曜日、サブキャスター
- あさパラS（2021年7月3日 - 2024年6月1日、アシスタント） - 前身番組の『あさパラ!』でも、アシスタント代理を数回担当していた。
- 秘密のケンミンSHOW 極（2022年4月14日 - 2024年7月11日）- データ担当（第6代目）[9]
- ウェークアップ!ぷらす→ウェークアップ（中継リポーター、2021年1月 - 6月）
- 各種NNNニュース枠内ローカルニュース（不定期） - 『NNNストレイトニュース』など
- 名探偵コナン - 副音声